# Luigi Musso (componist)
Luigi Musso (Piacenza, 1863(?) – Fanteria a Savona, juni 1904) was een Italiaans componist en militaire kapelmeester.

## Levensloop
In diverse lexicons wordt deze naam geciteerd. Bijvoorbeeld noemt De Angelis in zijn lexicon een Adolf Pagani, waar de wordingsgeschiedenis dezelfde is als die van Luigi Musso, maar hij schrijft van een lidmaatschap in de muziekkapel van het 2e Grenadier-Regiment. In de database van de SRN, een Italiaanse blaasmuziekfederatie, werd ook een Luigi Musso genoemd met de levensdata (1881-1960), als componist van kerkmuziek en koorzang. Het meest toepassende onderzoek is door Marino Anesa gepubliceerd, waar de navolgende uitvoeringen op baseren. 
Musso studeerde muziek aan het Conservatorio di San Pietro a Majella di Napoli in Napels bij Nicola D’Arienzo. Na zijn studie werd hij kapelmeester van de militaire muziekkapel van het Infanterie-Regiment nr. 11 en van 1882 tot 1888 in de muziekkorpsen van het Infanterie-Regiment nr. 16 (Ancona) en nr. 37. 
Als componist schreef hij symfonische muziek, kamermuziek en werken voor piano; verschillende werken werden in de muziekuitgeverij Forlìvesi in Lucca gepubliceerd. Verder schreef hij werken voor harmonieorkest (symfonische werken, selecties, dansen en vooral marsen), die bij diverse muziekuitgeverijen gepubliceerd werden. Of hij componist van de Inno del Reggimento S. Marco (Hymne van het Sint Marcus Regiment) is, betwijfeld Marino Anesa, omdat het jaar van het schrijven van deze compositie na de dood van Musso ligt. 

## Composities

### Werken voor banda (harmonieorkest)
- 1882 Addio dell'11° a Bergamo, mars
- 1883 Sinfonia militare
- 1888 Francesco Morosini, mars
- 1888 Sorrisi, wals
- 1891 Il gelsomino, mazurka
- 1894 Babilonia, fantasie
- 1894 Marcia Militare
- 1897 La Presidiaria, mars
- 1898 Addio a Trapani, Marciabile
- 1898 Ricordi di viaggio, mars
- 1899 FFFF, mars
- 1904 Caricature a spasso, polka
- Al passo, mars
- Armi italiane, mars
- Eco de Massaua, mars
- Elegia
- Eroismo, mars
- Feste a Roma, marcia sinfonica
- I beccamorti, treurmars
- Giovanna d'Arco, mars
- Guerra sorda, mars
- Istanbul, Turkse mars
- La partenza, mars
- Le tre grazie, mazurka
- Marcia chinese
- Marcia d'ordinanza del Regimento Cavallegeri Monferrato
- Marcia Militare
- Marcia Ostrogota
- Monte fenera, mars
- Napoli, mars
- Palermo, mars
- Patria, mars
- Roma, mars
- Stellina, Grandiosa marcia sinfonica
- Sugli Appennini, mars
- Un saluto, mars
- Vittoria, mars